# Chiesa di San Martino in Fiume
La chiesa di San Martino in Fiume è un piccolo edificio religioso situato a San Martino in Fiume, frazione del comune di Cesena, in provincia di Forlì-Cesena e diocesi di Cesena-Sarsina. La chiesa e l'abitato devono il nome al vicino fiume Savio.
Il semplice edificio, caratterizzato dalla facciata a capanna e a navata unica, sorge su una preesistente chiesa, della quale si trova traccia in un documento del 1291, e riedificata nel 1505 su iniziativa del canonico Paolo Poliziano assumendo l'aspetto che appare al giorno d'oggi, pur nel necessario restauro dovuto agli ingenti danni subiti durante la Seconda guerra mondiale.
Artisticamente rilevante è il portale presente sulla facciata, rimasto intatto durante le vicende belliche, realizzato in pietra d'Istria, dotato di timpano centinato che integra la dedicazione a san Martino di Tours e l'anno di riedificazione.
L'interno è impreziosito da affreschi votivi dell'inizio del XVI secolo, alcuni eseguiti dal pittore ferrarese F. Rossi, rappresentanti una Madonna col Bambino e i santi Antonio abate, Cristoforo, Martino, Rocco e Sebastiano come ex voto per la guarigione o la preservazione dalla peste dilagata nel Cesenate in quel periodo.

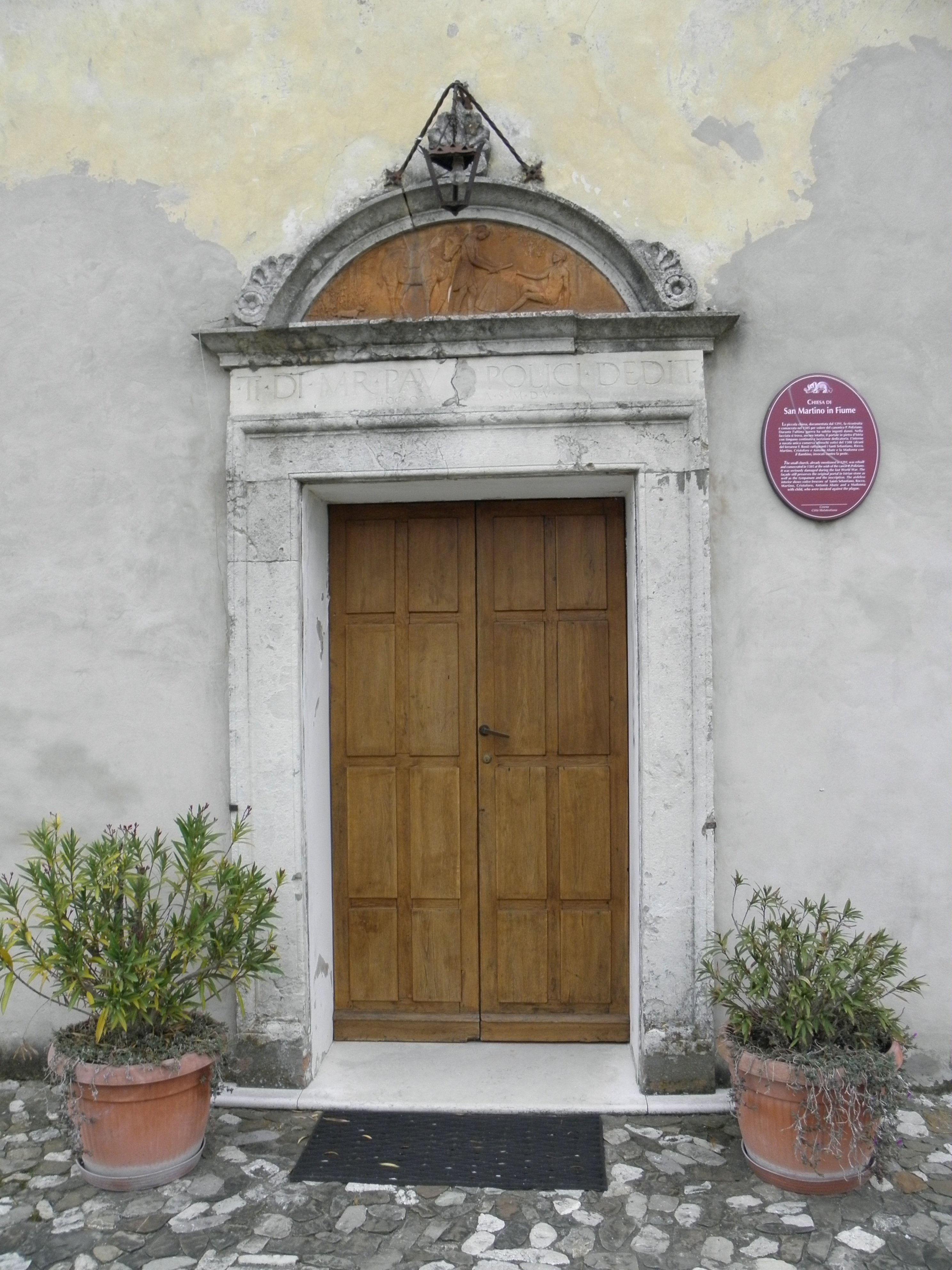
Il portale
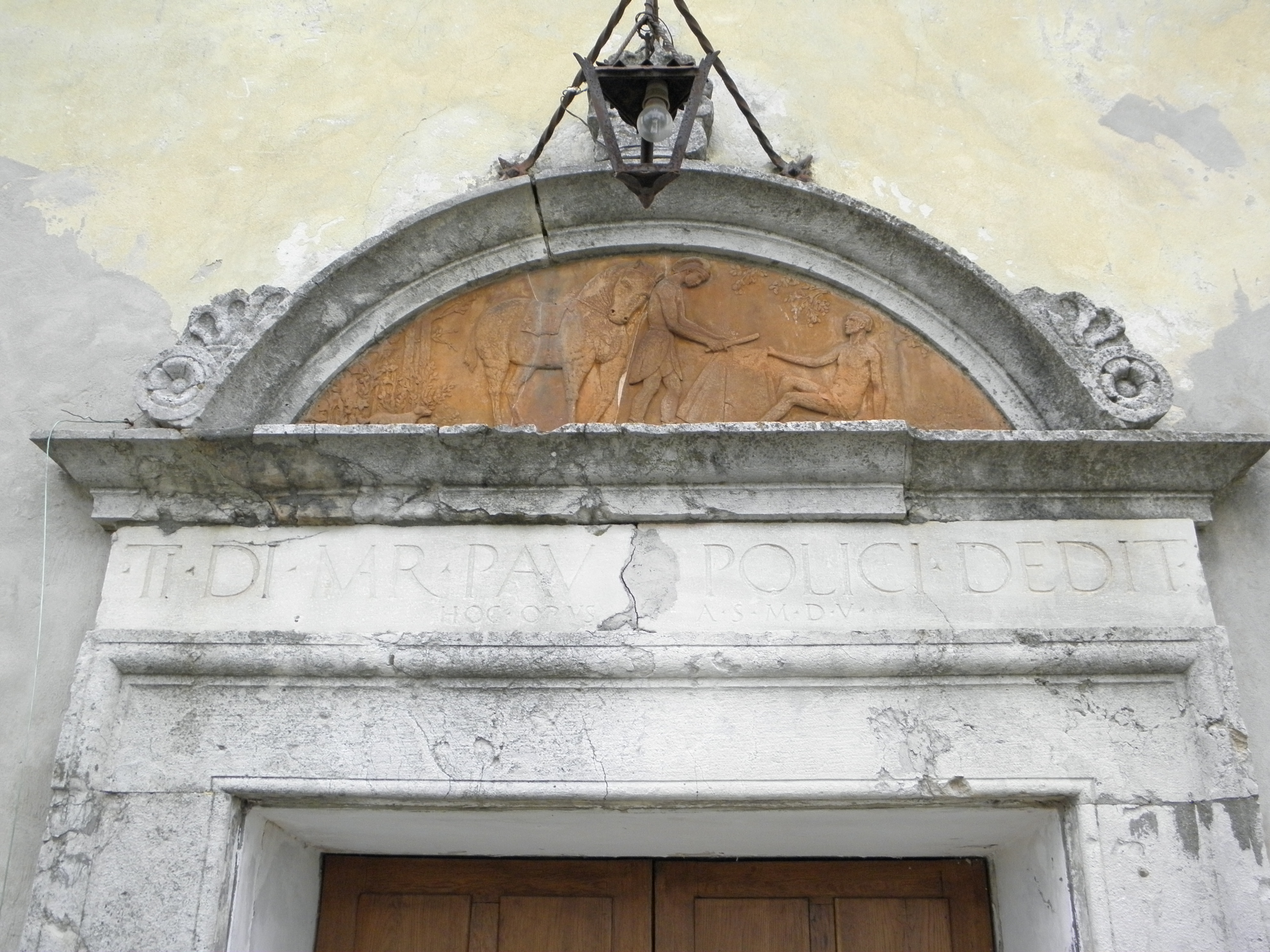
Dettaglio del portale, dove si nota la dedicazione in lingua latina e l'anno di riedificazione (1505) in numeri romani (MCV)
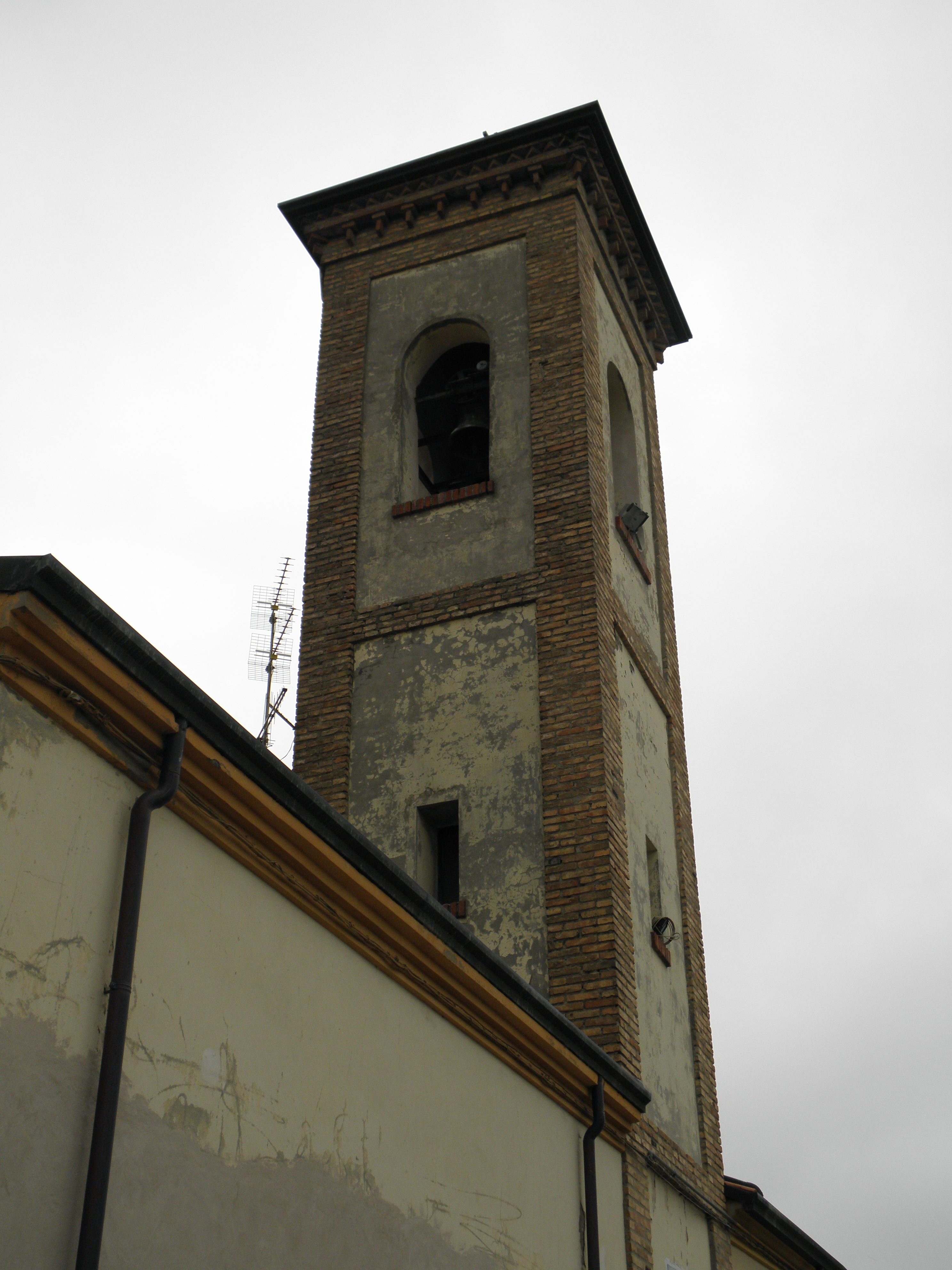
Il semplice campanile